# Kollagen-Typ 4α2
Kollagen Typ IV, alpha 2, auch bekannt als Alpha-2-Typ-IV-Kollagen, ist ein netzbildendes Kollagen, das im menschlichen Organismus vom Gen COL4A2 codiert wird. Typ-IV-Kollagen-Proteine sind integrale Bestandteile der Basalmembran, genauer der Lamina densa. Es wird zum größten Teil in Amniozyten und in der Gallenblase exprimiert.

## Geschichte
Griffin et al. fanden im Jahr 1987 bei ihren Studien mit somatischen Zellhybriden und mithilfe der In-situ-Hybridisierung heraus, dass COL4A2 auf dem Genlocus 13q34 lokalisiert ist. Die Dispersion von anderen Kollagen-Genen trägt dazu bei, ein ungleiches Crossing-over zu vermeiden. Aufgrund dessen, dass COL4A1 und COL4A2 von den Eigenschaften her unterschiedlich sind, trägt ihre lokale Nähe auf dem 13. Chromosom zueinander dazu bei, dass das Risiko eines disruptiven Ereignisses vermindert wird. Andererseits trägt die lokale Nähe der beiden Gene zur Verstärkung ihrer koordinativen Regulation bei.
Im Jahr 1995 benutzten Koizumi et al. interspezifische und -subspezifische Mapping-Panels, um COL4A2 der centromeren Region des Chromosom 8 einer Maus zu lokalisieren.

## Funktion
Typ IV Kollagene werden assoziiert mit Laminin, Entactin und Heparansulfat-Proteoglykane, um die Basalmembran zu formen, die das Epithel vom Bindegewebe separieren. Der C-Terminus, welcher als Canstatin bekannt ist, ist ein Inhibitor für die Angiogenese und das Tumorwachstum. Außerdem inhibiert COL4A2 die Zellproliferation, die Zellmigration von endothelialen Zellen, die Reduzierung des Membranpotentials von Mitochondrien und induziert Apoptose. Genauer induziert es die Fas-abhängige Apoptose und aktiviert die Caspase-8 und -9-Aktivität. Des Weiteren fungiert COL4A2 als Ligand für αvβ3- und αvβ5-Integrin.

## Genstruktur
COL4A1 und COL4A2 teilen sich einen gemeinsamen bidirektionalen Promoter und die angrenzenden 5′-Regionen dieser beiden Gene überlappen sich. Das COL4A2-Gen besitzt auf der 24-bp-Region ein Silencer-Element innerhalb des 3. Introns. Dieses Element ist dazu fähig, die Promotoren von COL4A1 und COL4A2 zu inhibieren, ebenso wie den Herpes-simplex-Virus-Thymidin-Promoter. Das Silencer-Element ist speziell anerkannt als ein Kernprotein namens SILBF.

## Erkrankungen
Mutationen im Gen COL4A2 könnten folgende Krankheiten verursachen:
- Anfälligkeit einer intrazerebralen Hämorrhage (ICH)
- Familiäre Porenzephalie (POREN2)